# Кубок Шотландії з футболу 1924—1925
Кубок Шотландії з футболу 1924–1925 — 47-й розіграш кубкового футбольного турніру у Шотландії. Титул водинадцяте здобув Селтік.

## Третій раунд
| Команда 1                     | Рахунок | Команда 2        |
| ----------------------------- | ------- | ---------------- |
| 21 лютого 1925                |         |                  |
| Абердин (1)                   | 0:0     | Мотервелл (1)    |
| Броксберн Юнайтед (2)         | 2:1     | Фолкерк (1)      |
| Селтік (1)                    | 2:0     | Солвей Стар (3)  |
| Данді (1)                     | 3:1     | Ейрдріоніанс (1) |
| Гамільтон Академікал (1)      | 1:0     | Рейт Роверз (1)  |
| Кілмарнок (1)                 | 5:0     | Дайкхед (3)      |
| Рейнджерс (1)                 | 5:3     | Арброт (2)       |
| Сент-Міррен (1)               | 2:0     | Партік Тісл (1)  |
| 25 лютого 1925 (перегравання) |         |                  |
| Мотервелл (1)                 | 1:2     | Абердин (1)      |

## Чвертьфінали
| Команда 1                      | Рахунок | Команда 2                |
| ------------------------------ | ------- | ------------------------ |
| 7 березня 1925                 |         |                          |
| Абердин (1)                    | 0:2     | Гамільтон Академікал (1) |
| Данді (1)                      | 1:0     | Броксберн Юнайтед (2)    |
| Кілмарнок (1)                  | 1:2     | Рейнджерс (1)            |
| Сент-Міррен (1)                | 0:0     | Селтік (1)               |
| 10 березня 1925 (перегравання) |         |                          |
| Селтік (1)                     | 1:1     | Сент-Міррен (1)          |
| 16 березня 1925 (перегравання) |         |                          |
| Селтік (1)                     | 1:0     | Сент-Міррен (1)          |

## Півфінали
| Команда 1                      | Рахунок | Команда 2                |
| ------------------------------ | ------- | ------------------------ |
| 21 березня 1925                |         |                          |
| Селтік (1)                     | 5:0     | Рейнджерс (1)            |
| Данді (1)                      | 1:1     | Гамільтон Академікал (1) |
| 25 березня 1925 (перегравання) |         |                          |
| Данді (1)                      | 2:0     | Гамільтон Академікал (1) |

## Фінал
| 11 квітня 1925 15:00 (CET) |

| Селтік (1)        | 2:1 | Данді (1) |
| ----------------- | --- | --------- |
| Галлахер Макгрорі |     | Маклін    |

| Гемпден-Парк, Глазго Глядачів: 75 317 |